# Port Pirie Regional Council
Koordinaten: 33° 11′ S, 138° 1′ O

Der Regional Council of Port Pirie ist ein lokales Verwaltungsgebiet (LGA) im australischen Bundesstaat South Australia. Das Gebiet ist 1761 km² groß und hat etwa 17.000 Einwohner (2016).
Port Pirie liegt etwa 200 Kilometer nordwestlich der Metropole Adelaide wenige Kilometer landeinwärts vom Spencer-Golf. Das Gebiet beinhaltet 26 Ortsteile und Ortschaften: Bungama, Butler Bridge, Clements Gap, Cockeys Crossing, Collinsfield, Coonamia, Crystal Brook, Ingrams Gap, Keilli, Koolunga, Lower Broughton, Merriton, Napperby, Nelshaby, Nurom Siding, Pirie South, Pirie West, Port Pirie, Redhill, Risdon Park, Risdon Park South, Solomontown, Wandearah East, Wandearah Siding, Wandearah West und Warnertown. Der Verwaltungssitz des Councils befindet sich in der Stadt Port Pirie im Norden der LGA.

## Verwaltung
Der Council von Port Pirie hat elf Mitglieder, die zehn Councillor und der Vorsitzende und Mayor (Bürgermeister) des Councils werden von den Bewohnern der LGA gewählt. Port Pirie ist nicht in Bezirke untergliedert.